# Furie
En furie er en rasende kvinde, og en hævngudinde i romersk mytologi svarer til de græske hævngudinder, erinyerne.
Selve ordet stammer fra latin: furia = raseri.
Ordet er blandt andet blevet brugt i sammenhæng med Christian Braad Thomsens biografi om Anja Andersen: Anja – legebarn og furie (1996)